# ما بعد الحرق
مصطلح ما بعد الحرق (بالإنجليزية: afterburn)‏ هو مصطلح نفسي صاغه إيريك بيرن، وعرّفه بأنه «الفترة الزمنية المنصرمة قبل استيعاب حدث سابق».

## صياغة بيرن
استخدم إريك بيرن، الأب المؤسس للتحليل التفاعلي، مصطلح «ما بعد الحرق» للإشارة إلى استمرار تأثير حدث غير نمطي في الماضي على ممارسة الخياة اليومية والأنشطة والحالة النفسية حتى بعد انتهائه، فهو يشير لـ«تلك الأحداث التي تعطل الأنماط الطبيعية لفترة يمكن تقديرها، بدلا من أن يتم استيعبها أو استبعادها بالقمع أو الآليات النفسية الأخرى».